# История почты и почтовых марок Островов Кайман
История почты и почтовых марок Островов Кайман описывает развитие почтовой связи на Островах Кайман (Каймановых Островов), британской заморской территории с административным центром в Джорджтауне, расположенной в западной части Карибского моря в Вест-Индии. С 1901 года здесь был налажен выпуск собственных почтовых марок.

## Развитие почты
История почты на Каймановых островах отслеживается с тех пор, как они попали под британский контроль в 1670 году и находились в качестве зависимой территории Ямайки. Однако регулярной почтовой службы здесь не было до апреля 1889 года, когда в обращение поступили почтовые марки Ямайки. Известны два почтового штемпеля — с текстом англ. «Grand Cayman» («Большой Кайман»), применявшимся в Джорджтауне, и «Cayman Brac» («Кайман-Брак»), использовавшийся в Стейк-Бэе, по оттискам которых можно опознать марки, прошедшие почту на островах. Ямайские почтовые марки были в обращении на Каймановых островах до 19 февраля 1901 года.
На Большом Каймане вначале были открыты три почтовых отделения: в Джорджтауне, Боддентауне и в Ист-Энде, впрочем в 1908 году последнее было закрыто. Начиная с 1908 года почтовую связь в сельской местности обеспечивала почтовая карета, которая курсировала между оставшимися двумя почтовыми отделениями, и конные посыльные, которые ездили в Ист-Энд, а после 1909 года — в Вест-Бэй. Кучер и посыльные собирали и гасили почтовые отправления до тех пор, пока в 1913 году снова не были открыты сельские почтовые отделения.
Дальнейшая эволюция почтовой системы на Каймановых островах связана с изменениями в их политическом статусе и административном подчинении. Острова оставались де-факто в статусе зависимой территории Ямайки до объявления независимости последней в августе 1962 года, при этом сами в 1958 году получили статус отдельной колонии одновременно в составе недолго просуществовавшей Вест-Индской федерации. 28 ноября 1962 года Каймановы Острова стали британской коронной колонией, а затем британской зависимой территорией в 1981 году и британской заморской территорией в 2002 году.
|  |

## Выпуски почтовых марок

### Первые марки
Первые собственные почтовые марки на Каймановых островах были выпущены в ноябре 1900 года, но, возможно, появились в почтовом обращении только 19 февраля 1901 года. Это были две марки колониального типа с названием колонии и изображением королевы Виктории, номиналом в ½ пенни и 1 пенни.

### Последующие эмиссии
Первые марки оставались в почтовом обращении чуть более года, прежде чем их сменили марки того же рисунка, но с изображением Эдуарда VII.
В 1907 году наблюдалась нехватка почтовых марок, вследствие чего были сделаны надпечатки в Кингстоне и с помощью почтового штемпеля в Джорджтауне. Ещё одна нехватка в 1908 году привела к использованию франкирования вручную в течение короткого срока в мае и октябре.
В конце 1907 года появился новый вариант рисунка колониального типа, включавший надпись «Postage & Revenue» («Почтовый и гербовый сбор»), так как теперь их было разрешено использовать также в качестве фискальных марок. В 1908 году вышла почтовая марка номиналом в ¼ пенни и с рисунком, представляющим собой номинал в овальной рамке.
Почтовые марки колониального типа оставались в обращении при Георге V в 1912 году, уступив место маркам нового дизайна в 1921 году.
Первые памятные марки Каймановых Островов вышли в 1932 году в ознаменование столетия «Собрания судей и прихожан» (Assembly of Justices and Vestry), ныне Законодательного собрания Островов Кайман. Все 12 марок этой серии имели одинаковый рисунок, представляющий собой профили Георга V и Вильгельма IV, обращенных лицом друг к другу, с пальмовыми деревьями между ними.
Первая видовая серия датируется 1935 годом и состояла из 12 почтовых марок пяти различных рисунков. В видовой серии 1938 года также было пять рисунков по тематике, аналогичной серии 1935 года, но в остальном совершенно разных.
В целом рисунки почтовых марок, эмитированных для Каймановых Островов в классический период, соответствовали таковым на марках, выходивших для других британских колоний. В отдельных случаях острова присоединялись к британским колониальным омнибусным выпускам.
На видовой серии 1950 года Георг VI был изображён постарше, при этом все 13 марок серии имели разные рисунки, которые были снова использованы в 1953 году, когда на трон взошла королева Елизавета II, и добавились две новые марки с другими рисунками для номиналов в 4 пенса и 1 фунт стерлингов.

Примеры ранних марок Каймановых Островов с портретом Елизаветы II
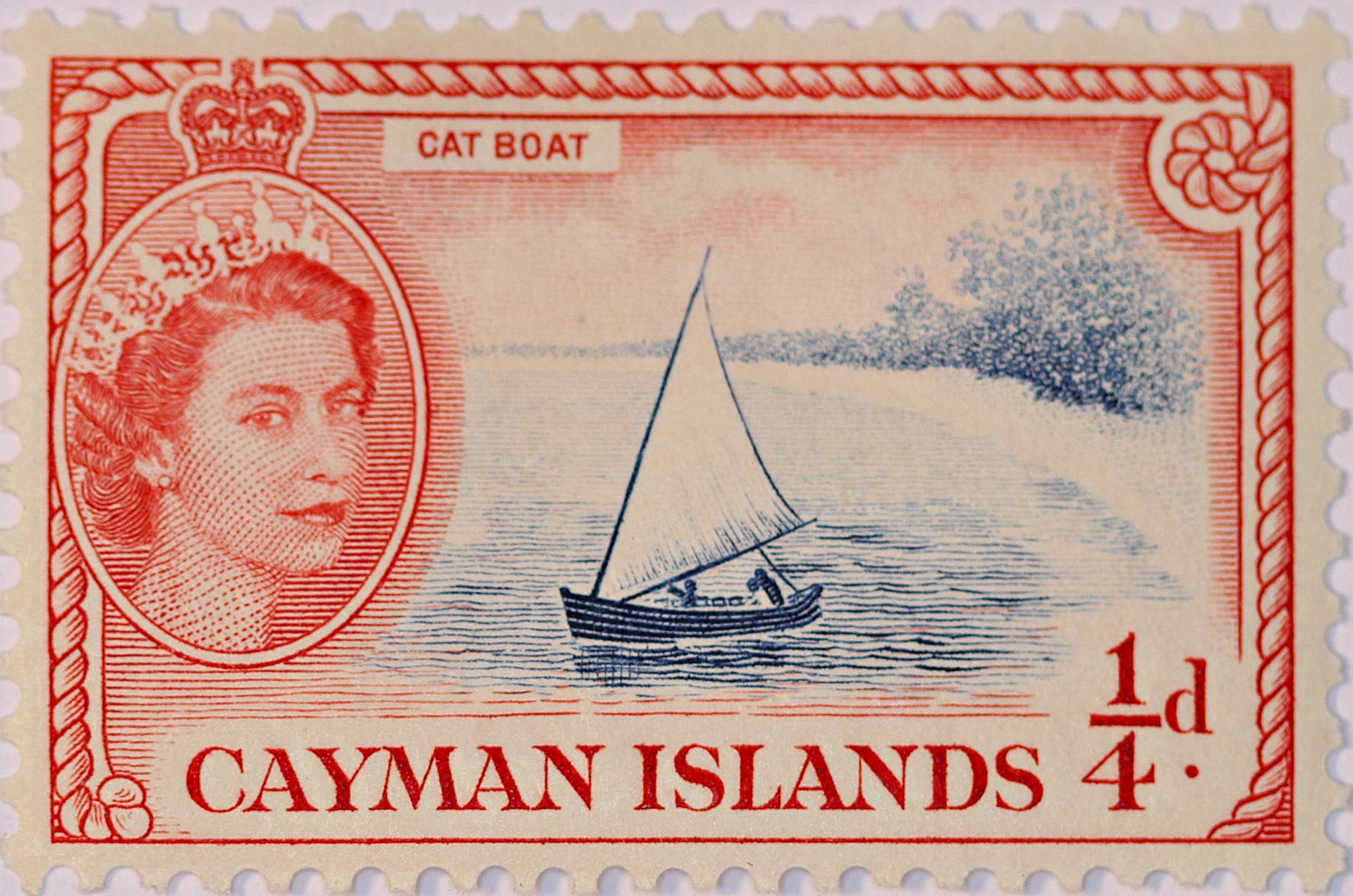
1955: с изображением кэта (парусного судна), ¼ пенни (Mi #136; Yt #140)
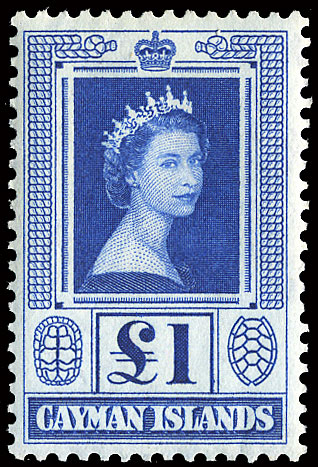
1959: стандартная марка, 1 фунт стерлингов (Mi #150; Sc #149; SG #161a)

Серия из двух марок, выпущенная 4 июля 1959 года, была посвящена новой конституции Каймановых Островов, а 28 ноября 1962 года в почтовое обращение поступила новая стандартная серия:

Примеры почтовых марок Каймановых Островов с портретом Елизаветы II
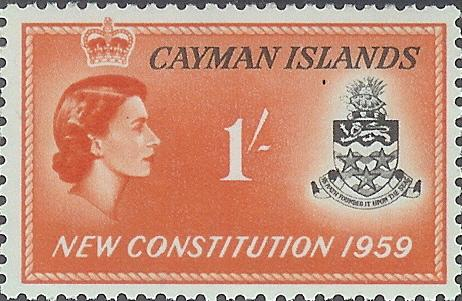
1959: новая конституция, герб Каймановых Островов, 1 шиллинг (Mi #153)
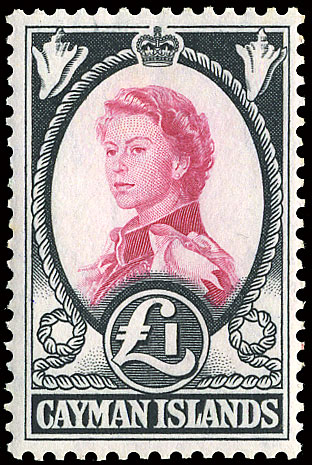
1962: из первого в качестве коронной колонии выпуска, 1 фунт стерлингов (Mi #168)

Всего за первые 60 с небольшим лет, с 1901 по 1963 год, на островах были эмитированы 174 почтовые марки. При этом на оригинальных марках присутствовали надписи: «Cayman Islands» («Каймановы Острова»); «Postage» («Почтовый сбор»); «Postage & Revenue» («Почтовый и гербовый сбор»).
В 1971 году вышел первый почтовый блок Каймановых Островов.
В современную эпоху на выпускаемых Каймановыми Островами почтовых марках представлена различная тематика — как национальная, так и ориентированная на филателистический рынок.

Примеры почтовых марок Островов Кайман на национальную тематику
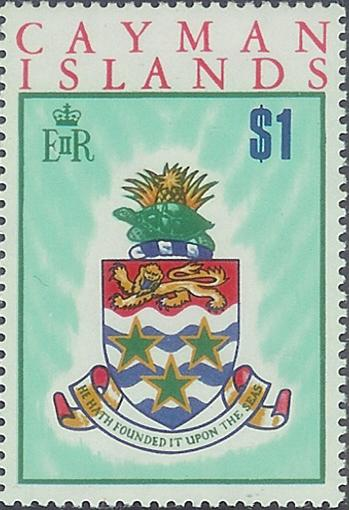
1970: герб Каймановых Островов, 1 шиллинг (Mi #274)
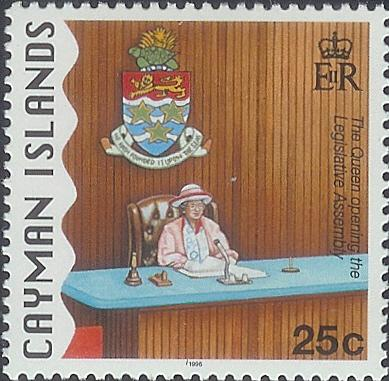
1996: Елизавета II открывает заседание Законодательного собрания Островов Кайман[англ.] (из серии «Национальная идентичность»), 25 центов (Sc #826; SG #724)

## Другие виды почтовых марок

### Военно-налоговые
В 1917 году были также изданы военно-налоговые марки. На марках делалась надпечатка «War stamp» («Военная марка»).